# Strike Back: Revolution
Strike Back: Revolution (conocida como Strike Back: Silent War en el Reino Unido) es una serie de televisión británico-estadounidense transmitida desde el 28 de febrero de 2019 hasta el 2 de mayo de 2019, por medio de la cadena británica Sky 1 y desde el 25 de enero de 2019 hasta el 29 de marzo de 2019, por medio de la cadena estadounidense Cinemax. Es la séptima y penúltima parte de la serie Strike Back.
La serie contó con el regreso de los miembros del reparto, Daniel MacPherson, Warren Brown y Alin Sumarwata, que interpretan a Samuel Wyatt, Thomas McAllister y Gracie Novin, respectivamente. Los nuevos miembros del reparto incluyen al actor Jamie Bamber, que interpreta a Alexander Coltrane, y a la actriz Yasemin Allen, que interpreta a Katrina Zarkova.
La serie se desarrolla seis meses después de los eventos de Retribution y muestra al equipo de la "Section 20" reactivarse bajo las órdenes de un nuevo comandante y siendo enviados a Malasia para investigar un bombardero ruso estrellado y formar una incómoda alianza con la capitana Katrina Zarkova para localizar un arma nuclear desaparecida.

## Personajes
Section 20
- Daniel MacPherson como el Sargento Samuel Wyatt, miembro del Comando de Operaciones Especiales Conjuntas de los Estados Unidos
- Warren Brown como el Sargento Thomas "Mac" McAllister, exmiembro de las Fuerzas Especiales del Reino Unido
- Alin Sumarwata como Gracie Novin, miembro del Comando de Operaciones Especiales del Ejército Australiano
- Jamie Bamber como el Coronel Alexander Coltrane, miembro del Ejército Británico y el nuevo comandante temporal de la Section 20
- Varada Sethu como Manisha Chetri, miembro del Comando de Operaciones Especiales del Ejército Australiano y del Ejército Británico

Servicio de seguridad federal (FSB)
- Yasemin Allen como la Capitana Katrina Zarkova, miembro del Servicio de seguridad federal del Grupo Alfa
- Alec Newman como el Teniente Pavel Kuragin, miembro de apoyo del Servicio de seguridad federal del Grupo Alfa
- Marek Vasut como el Coronel Beshnov, líder y comandante del Grupo Alfa

Agentes de la ley y funcionarios gubernamentales
- Ann Truong como la Inspectora Amy Leong, miembro de la Policía Real de Malasia
- Adrian Edmonson como James McKitterick, Alto Comisionado del Reino Unido a Malasia
- Victoria Smurfit como Lauren Gillespie, agente especial de la DEA
- Naeim Ghalili como el Coronel Aldo, miembro del Comando de las fuerzas especiales indonesas
- Richard Dillane como el jefe de Estado Mayor Pokrovsky, miembro de las Fuerzas armadas rusas

Antagonistas
- Tom Wu como Laoshu, un mercenario y sicario de la Tríada Shun-Ko
- Teik Leong Lim como Kim Wei-Fong, el líder de la Tríada Shun-Ko
- Shivani Ghai como Anjali Vartak, una india adinerada
- Aidan McArdle como Connor Ryan, un abogado irlandés corrupto que trabaja para Vartak
- Rudi Dharmalingam como Gopan Laghari, el líder de la organización militante hindú, Shuddh Raashtr
- Chris Obi como Jean-Baptiste Zaza, un narcotraficante tutsi ruandés con base en Myanmar y líder del Cartel de Punchan
- Faizal Hussein como Hassan Ahmed, el líder del grupo terrorista islámico indonesio Alssaff Alddina
- Marama Corlett como Natasha Petrenko, un oficial deshonesto del Servicio de Inteligencia Extranjera de Rusia (SVR) aliado con Kuragin
- Alex Waldmann como Artem Orlov, un exmiembro del Batallón N°482 de la Marina rusa aliado con Kuragin

## Episodios
| N.º en serie | N.º en temp. | Título       | Dirigido por    | Escrito por                   | Fecha de emisión (EE.UU.) | Fecha de emisión (Reino Unido) |
| ------------ | ------------ | ------------ | --------------- | ----------------------------- | ------------------------- | ------------------------------ |
| 57           | 1            | «Episode 1»  | Bill Eagles     | Jack Lothian                  | 25 de enero de 2019       | 28 de febrero de 2019          |
| 58           | 2            | «Episode 2»  | Bill Eagles     | Jack Lothian                  | 1 de febrero de 2019      | 7 de marzo de 2019             |
| 59           | 3            | «Episode 3»  | Paul Wilmshurst | Jack Lothian                  | 8 de febrero de 2019      | 14 de marzo de 2019            |
| 60           | 4            | «Episode 4»  | Paul Wilmshurst | Jack Lothian                  | 15 de febrero de 2019     | 21 de marzo de 2019            |
| 61           | 5            | «Episode 5»  | Steve Shill     | Jack Lothian                  | 22 de febrero de 2019     | 28 de marzo de 2019            |
| 62           | 6            | «Episode 6»  | Steve Shill     | Jack Lothian                  | 1 de marzo de 2019        | 4 de abril de 2019             |
| 63           | 7            | «Episode 7»  | Mark Everest    | Jack Lothian & Chris Cornwell | 8 de marzo de 2019        | 11 de abril de 2019            |
| 64           | 8            | «Episode 8»  | Mark Everest    | Jack Lothian                  | 15 de marzo de 2019       | 18 de abril de 2019            |
| 65           | 9            | «Episode 9»  | Bill Eagles     | Jack Lothian                  | 22 de marzo de 2019       | 25 de abril de 2019            |
| 66           | 10           | «Episode 10» | Bill Eagles     | Jack Lothian                  | 29 de marzo de 2019       | 2 de mayo de 2019              |